# Escola Estadual Santa Claudina
Escola Estadual Santa Claudina é um bem tombado localizado no município de Santo Antônio de Leverger, no Mato Grosso. Fica situada exatamente na Avenida Principal, n.° 44 no Distrito de Mimoso.
A escola Santa Claudina foi fundada em 1948. Ela marca o local de nascimento de Marechal Cândido Rondon, e também onde residiram e estão sepultados os pais do marechal. A construção foi tombada por sua importância cultural em novembro de 2012 através da portaria n.° 037/2012.
Os acontecimentos históricos são simbolizados por obeliscos construídos no jardim da escola. A unidade escolar em Mimoso atende cerca de 300 alunos de ensino fundamental, ensino médio e educação de jovens e adultos (EJA), na sede, e em duas salas anexas, nas localidades vizinhas de Porto de Fora e comunidade Água Branca.
Anexo à escola Santa Claudina, existe a Sala da Memória de Rondon, no antigo posto telefônico do distrito. O local apresenta o convívio de marechal Cândido Rondon com a comunidade.
Todo o terreno integra o Complexo Histórico e de Turismo de Mimoso inaugurado em agosto de 2016 pelo então governador de Mato Grosso Pedro Taques.